# La Caravane de l'étrange
Pour les articles homonymes, voir Carnival.
La Caravane de l'étrange ou Circo au Québec (Carnivàle) est une série télévisée américaine en 24 épisodes de 55 minutes, créée par Daniel Knauf (en) et diffusée entre le 14 septembre 2003 et le 27 mars 2005 sur HBO.
Au Québec, la série a été diffusée à partir du 1er mars 2004 à Super Écran et rediffusée dès l'été 2006 sur Mystère, en France à partir du 4 avril 2004 sur Jimmy, et en Belgique sur Plug RTL et Be Séries.

## Synopsis
Cette série suit la route d'une fête foraine ambulante (Carnivàle) pendant le Dust Bowl des années 1930 aux États-Unis.
Après la mort de sa mère qui le rejetait par peur et après la saisie de ses terres, Ben Hawkins, un jeune homme doté du pouvoir de guérison et de résurrection, évadé de prison, nouvellement sans domicile, trouve refuge au sein de la troupe afin d'échapper à la police. Il est tourmenté par des rêves étranges et prophétiques qu'il partage avec un prêcheur méthodiste, Justin Crowe, vivant en Californie.
Ces deux personnages seront finalement réunis dans une lutte complexe entre le Bien et le Mal.

## Distribution
- Michael J. Anderson (VF : Patrice Dozier) : Samson
- Nick Stahl (VF : Alexis Victor) : Ben Hawkins
- Clancy Brown (VF : Paul Borne) : Frère Justin Crowe
- Amy Madigan (VF : Céline Monsarrat) : Iris Crowe
- Ralph Waite (VF : Michel Paulin) : Révérend Norman Balthus
- Clea DuVall (VF : Vanina Pradier) : Sofie
- Tim DeKay (VF : Marc Alfos) : Clayton « Jonesy » Jones
- Patrick Bauchau (VF : Patrick Floersheim) : Professeur Lodz
- Debra Christofferson (VF : Laurence Crouzet) : Lila
- Diane Salinger : Apollonia
- Brian Turk (tr) : Gabriel
- Adrienne Barbeau (VF : Véronique Augereau) : Ruthie
- Toby Huss (VF : Nicolas Marié) : Felix « Stumpy » Dreifuss
- Cynthia Ettinger (VF : Véronique Alycia) : Rita Sue Dreifuss
- Carla Gallo (VF : Laura Préjean) : Libby Dreifuss
- Amanda Aday (en) (VF : Vanessa Bettane) : Dora Mae Dreifuss
- John Carroll Lynch : Varlyn Stroud (saison 2)
- John Fleck (VF : Christian Pelissier) : Gecko (saison 1)
- Karyne Steben (en) : Alexandria (saison 1)
- Sarah Steben (en) : Caladonia (saison 1)
- Robert Knepper : Tommy Dolan (à partir de l'épisode 6 de la saison 1)

 Source et légende : version française (VF) sur RS Doublage et Doublage Séries Database

## Épisodes

### Première saison (2003)
1. Sur la route de Milfay (Milfay)
2. Cap au sud (After the Ball Is Over)
3. Le Chapiteau des miracles (Tipton)
4. Vent de folie (Black Blizzard)
5. Babylone (Babylon)
6. Choisis un chiffre (Pick a Number)
7. Plongeon infernal (The River)
8. À la recherche de Gundferson (Lonnigan, Texas)
9. Insomnie (Insomnia)
10. Coup de chaud et de sang (Hot and Bothered)
11. Le Jour des morts (Day of the Dead)
12. Le Grand Jour (The Day That Was the Day)

### Deuxième saison (2005)
1. Tours de passe-passe (Los Moscos)
2. Alamogordo, Nouveau Mexique (Alamogordo, N.M.)
3. Le Passeur (Ingram, TX)
4. Une fleur fanée (Old Blossom Cherry Road)
5. Heureux ceux qui croient (Creed, OK)
6. Sur la route de Damascus (The Road to Damascus)
7. Damascus, Nebraska (Damascus, NE)
8. Du côté de Damascus, Nebraska (Outskirts, Damascus, NE)
9. Sur la route de Lincoln (Lincoln Highway)
10. La Passation (Cheyenne, WY)
11. Le Baptême du Diable (Outside New Canaan)
12. La Roue tourne (New Canaan, CA)

## Commentaires
Les critiques à propos de La Caravane de l'étrange étaient très positives au début de la première saison, mais sont devenues très vite moins élogieuses. Par ailleurs, durant la seconde saison, la série devint très chère à produire. Malgré tout, pour beaucoup de fans, la série continuerait, un sentiment qui était renforcé, d'une part, par la politique de HBO de clore ses séries et, d'autre part, par la planification de l'histoire par Daniel Knauf sur six saisons. En définitive, HBO arrêta la production de la série le 11 mai 2005. Ainsi, la série s'arrêta avec la fin de la deuxième saison, sur un cliffhanger, avec de nombreux arcs en suspens, au risque de laisser le spectateur sur sa faim. Certains fans lancèrent alors des pétitions demandant la reprise de la série. Entre autres, cinquante mille courriels furent envoyés en une seule semaine à la chaîne.

## Personnages
- Ben Hawkins : Le héros de la série : Retrouvé orphelin sur la route de Milfay, Ben va rencontrer une troupe de forains. Doté d'étranges pouvoirs, il va apprendre à maîtriser le don qu'il possède, tantôt bénéfique, tantôt dévastateur. Le jeune Ben va petit à petit s'intégrer à la troupe, et tisser des liens avec les forains :

- Samson - Le chef de la troupe : C'est celui qui dirige les forains et qui s'occupe de gérer l'itinéraire de la troupe. Étant nain, il compense sa petite taille par ses qualités d'homme : il sait parfaitement alterner douceur et fermeté, et déploie tous les efforts du monde pour que chaque membre soit satisfait à l'intérieur de la troupe.

- Clayton « Jonesy » Jones : C'est le chef des ouvriers, il monte et démonte les chapiteaux et s'occupe du transport du matériel. Autrefois grand joueur de baseball, il a dû mettre un terme prématuré à sa carrière à cause d'une violente agression dont il sortit avec une grave fracture du genou, qui le contraint à boiter. C'est lui qui va proposer le premier de recueillir Ben, trouvé sur la route de Milfay.

- Sofie - La diseuse de bonne aventure : C'est une jeune et charmante diseuse de bonne aventure. Elle vit avec sa mère, Apollonia, qui est atteinte d'un mal qui l'empêche de parler et de bouger. Sofie peut communiquer par télépathie avec cette dernière. Dans sa roulotte, elle exécute les ordres que lui envoie sa mère quant aux sens à donner aux cartes qu'elle tire pour ses clients. Très proche de « Jonesy », elle a un caractère bien trempé, et est appréciée dans la troupe.

- Professeur Lodz - Le voyant : C'est probablement un des personnages les plus mystérieux de la série. Il a la roulotte la plus luxueuse de la troupe, qu'il partage avec sa bien-aimée, Lila, qui est la femme à barbe de la troupe. Lodz est aveugle, mais il est doté d'étranges pouvoir, qui lui permettent de voir de nombreuses choses. Tout de suite très intéressé par Ben, il va essayer de se rapprocher de ce dernier pour comprendre son pouvoir. C'est le personnage le moins apprécié par le reste de la troupe, probablement à cause de la crainte qu'il inspire aux autres.

- Ruthie - La charmeuse de serpents : C'est une foraine appréciée, qui tient un show avec des serpents. Son fils Gabriel, doté d'une force herculéenne, l'aide et contribue à son numéro en tordant des bouts d'acier comme s'ils étaient en caoutchouc. Ruthie incarne la figure de la bonne mère, attachante et très sympathique.

- Rita Sue Dreifuss - La call girl : C'est la strip-teaseuse de la troupe. Cette mère de deux filles, toutes deux déjà adolescentes, se plaît à exhiber ses formes généreuses. Elle tient le show le plus regardé de la troupe, avec l'aide de ses filles Libby et Dora, toutes deux aussi call girls. C'est la femme de Stumpy, qui fait la promotion des shows organisés par la troupe.

- Le Grand Patron - Patron suprême de la caravane : On ne le voit jamais, il se terre derrière l'immense rideau de sa roulotte. Seul Samson a le droit de pénétrer dans cette dernière, pour recevoir les ordres que lui transmet le Grand Patron. C'est un personnage extrêmement mystérieux, que personne n'a jamais vu, mais que tout le monde craint, à l'exception de Ben...

## Récompenses
- Emmy Award 2004 : Meilleur générique de série
- Emmy Award 2004 : Meilleures coiffures pour l'épisode Cap au sud
- Emmy Award 2004 : Meilleurs costumes pour l'épisode Sur la route de Milfay
- Emmy Award 2004 : Meilleure direction artistique pour l'épisode Sur la route de Milfay
- Emmy Award 2004 : Meilleure photographie pour l'épisode Choisis un chiffre

## Produits dérivés

### Musique
- Carnivale, music by Jeff Beal, soundtrack from the original HBO series - CD - Bande originale de la série, éditée par Varèse Sarabande, 2004, (ASIN B0006HIUK4)

### DVD
- La caravane de l'étrange, saison 1 - coffret 6 DVD - Z2 française, édité par Warner Home Vidéo, 2004, (ASIN B0008GGL3G)
- La Caravane de l'étrange, saison 2  - coffret 6 DVD - Z2 française, édité par Warner Home Vidéo, 2004, (ASIN B000JJRB40)